# Paratimea loennbergi
Paratimea loennbergi is een sponssoort in de taxonomische indeling van de gewone sponzen (Demospongiae)en behoort tot de familie Hemiasterellidae. De wetenschappelijke naam van de soort in 1942 werd voor het eerst geldig gepubliceerd door Alander.

## Beschrijving
Deze spons bestaat uit een dunne gele korst die meestal bedekt is met wat aanhechtend slib. Meestal vormt het onregelmatige plekken met enkele gaten. Er zijn onopvallende donkere uitstroomopeningen die samenkomen op regelmatig uit elkaar geplaatste kleine oscules. 